# Jeulingke
Jeulingke is een bestuurslaag in het regentschap Banda Aceh van de provincie Atjeh, Indonesië. Jeulingke telt 5549 inwoners (volkstelling 2010).